# Guillermo Subiabre Astorga
Guillermo Subiabre Astorga (Osorno, 25 de febrer, 1903 - 1964) fou un futbolista xilè. Començà a jugar al Rangers FC d'Osorno, passant més tard per Liverpool Wanderers, Santiago Wanderers i Club Social y Deportivo Colo-Colo (1927-1934). Fou internacional amb la selecció xilena de futbol. Amb aquesta jugà als Jocs Olímpics d'Estiu de 1928 a Amsterdam i a la Copa del Món de futbol de l'Uruguai 1930, marcant 4 gols en la competició.